# Cascada Niagara

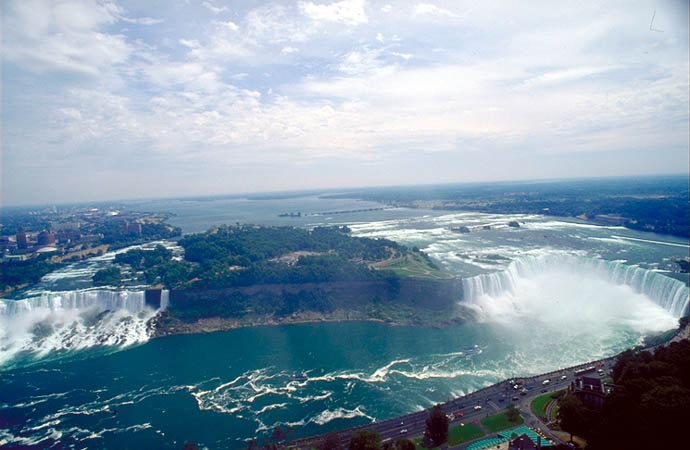
Cascada Niagara vedere de pe Skylon Tower

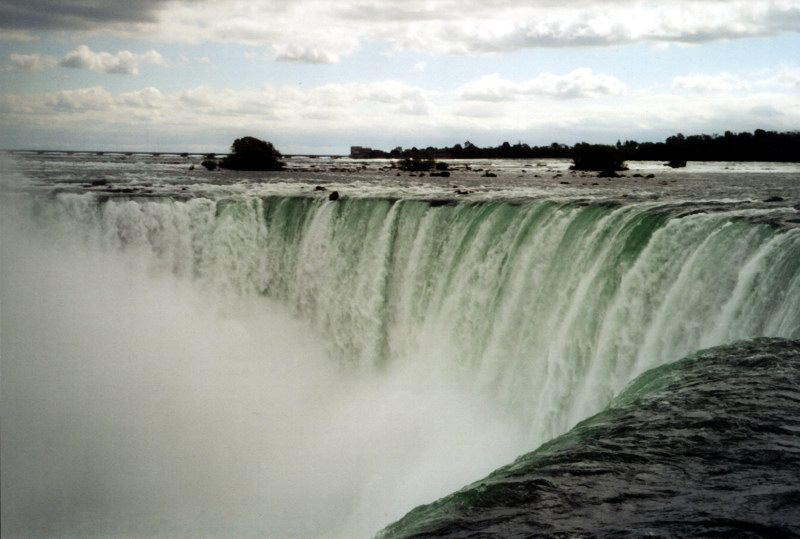
Cascada Niagara

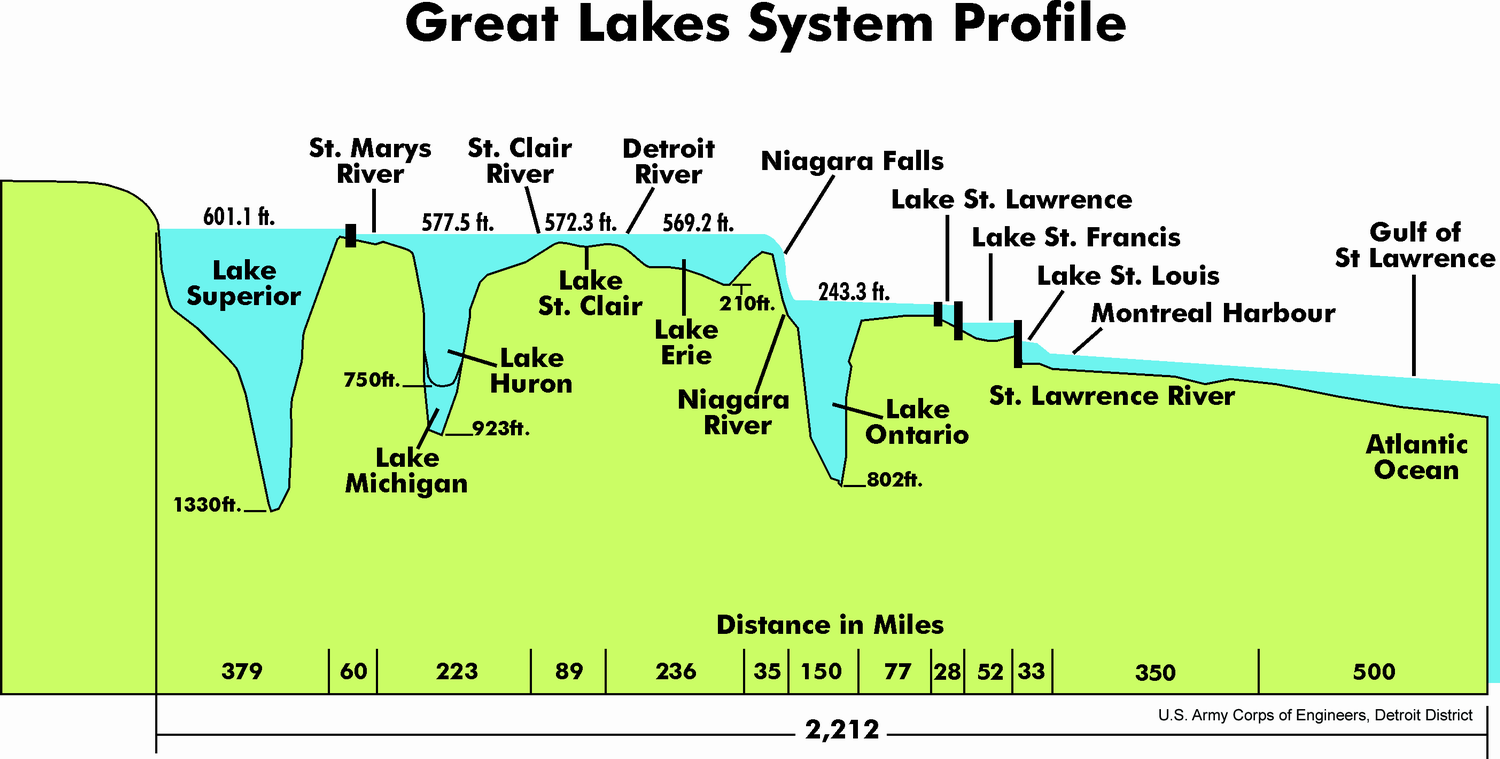

Cascada Niagara este un ansamblu format din trei căderi de apă situate la granița dintre statul nord american New York din SUA și provincia Ontario din Canada. Cascada americană (American Falls) și Cascada vălul miresii (Bridal Veil Falls) pe teritoriul Statelor Unite și Cascada potcoavă (Horseshoe Falls) pe teritoriul Canadei.
Lacul Erie este legat cu lacul Ontario prin râul Niagara cu o diferență de nivel de 58 m, cursul apei fiind despărțit în două brațe de Insula Caprei (Goat Island). Pe partea nord americană cascada are o lățime de 363 m, apele cascadei cad de la 21 m înălțime, iar pe partea canadiană cascada are o lățime de 792 m (în formă de potcoavă), înălțimea căderii de apă fiind 51 m. Debitul de apă fiind între 2.832 și 5.720 m³/s, în medie 4.200 m³/s.

## Istoric
Inainte cu 6 000 de ani la sfârșitul ultimei perioade de glaciațiune, s-au topit ultimii ghețari din regiune determinând apele lacului Erie să curgă peste maluri formându-se râul Niagara care se varsă în lacul Ontario, trecând pe parcursul lui peste prăpastia (groapa) dintre cele două lacuri formează căderea de apă Niagara.
Această cataractă sau groapă are o serie de caracteristici geologice. Sub stratul dur de roci dolomite se găsesc straturi mai moi de șisturi.
Masa de apă de la baza cascadei prin procesul de eroziune rupe cu timpul fragmente din peretele cascadei, acest fenomen determinând scurtarea râului Niagara cu 1,8 m pe an, ceea ce arată că de la formarea sa, cascada s-a apropiat de lacul Erie cu peste 11 km. Prin canalizarea unei părți a apei fluviului la o hidrocentrală, (vezi Nikola Tesla) s-a redus debitul fluviului ce traversează cascada, ceea ce a redus din frumusețea ei, în schimb a încetinit procesul de eroziune.
In ianuarie 1936 prin temperaturi extrem de scăzute a înghețat complet cascada, formând o perdea de gheață de câteva sute de metri. 

### Deviația Niagarei în 1969
In anul 1969 Niagara a fost dirijată pe o perioadă de 5 luni într-o altă direcție, înlesnind astfel cercetările geologice ale pantei si  albiei râului, încercandu-se stabilizarea pereților cascadei.

## Turism
Din anul 1800 este această regiune deschisă turismului. In 1885 declară statul nord american New York, Cascada Niagara ca parc național, peste un an această pildă o urmează Canada. Această cascadă este una dintre cele mai importante atracții turistice din America de Nord.

## Galerie de imagini

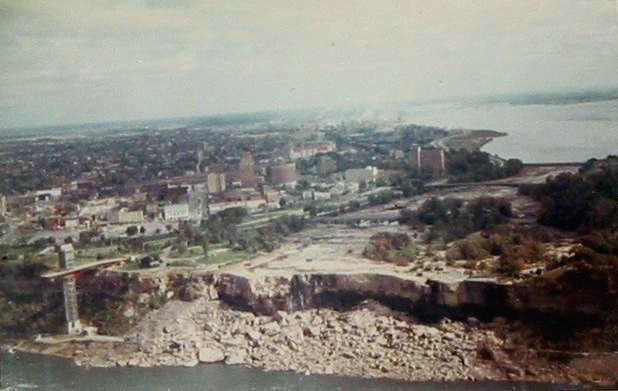
Niagara deviată în anul 1969
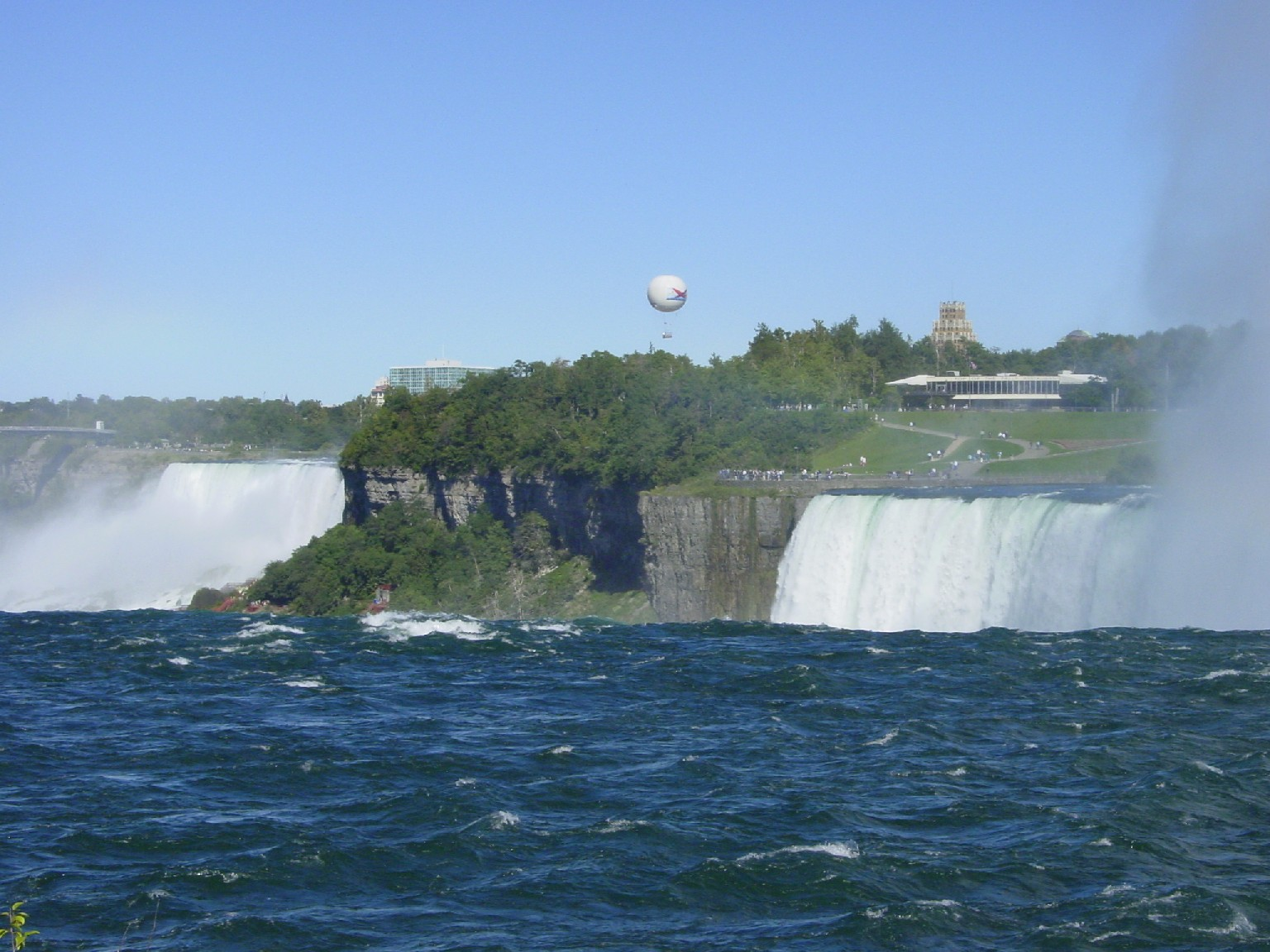
Vedere Niagara americană
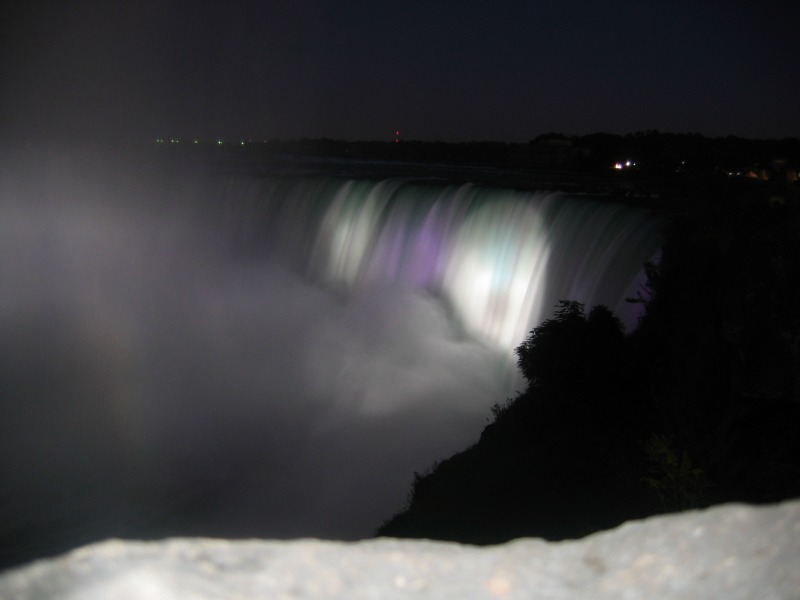
Niagara canadiană iluminată noaptea
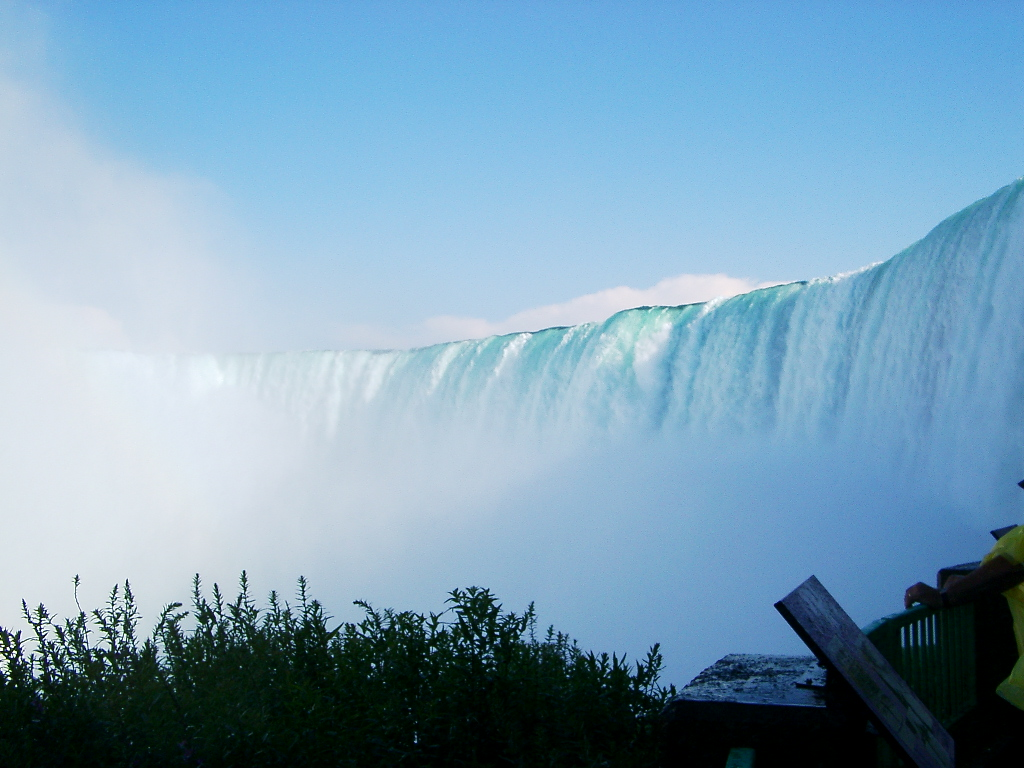
În spatele cascadei
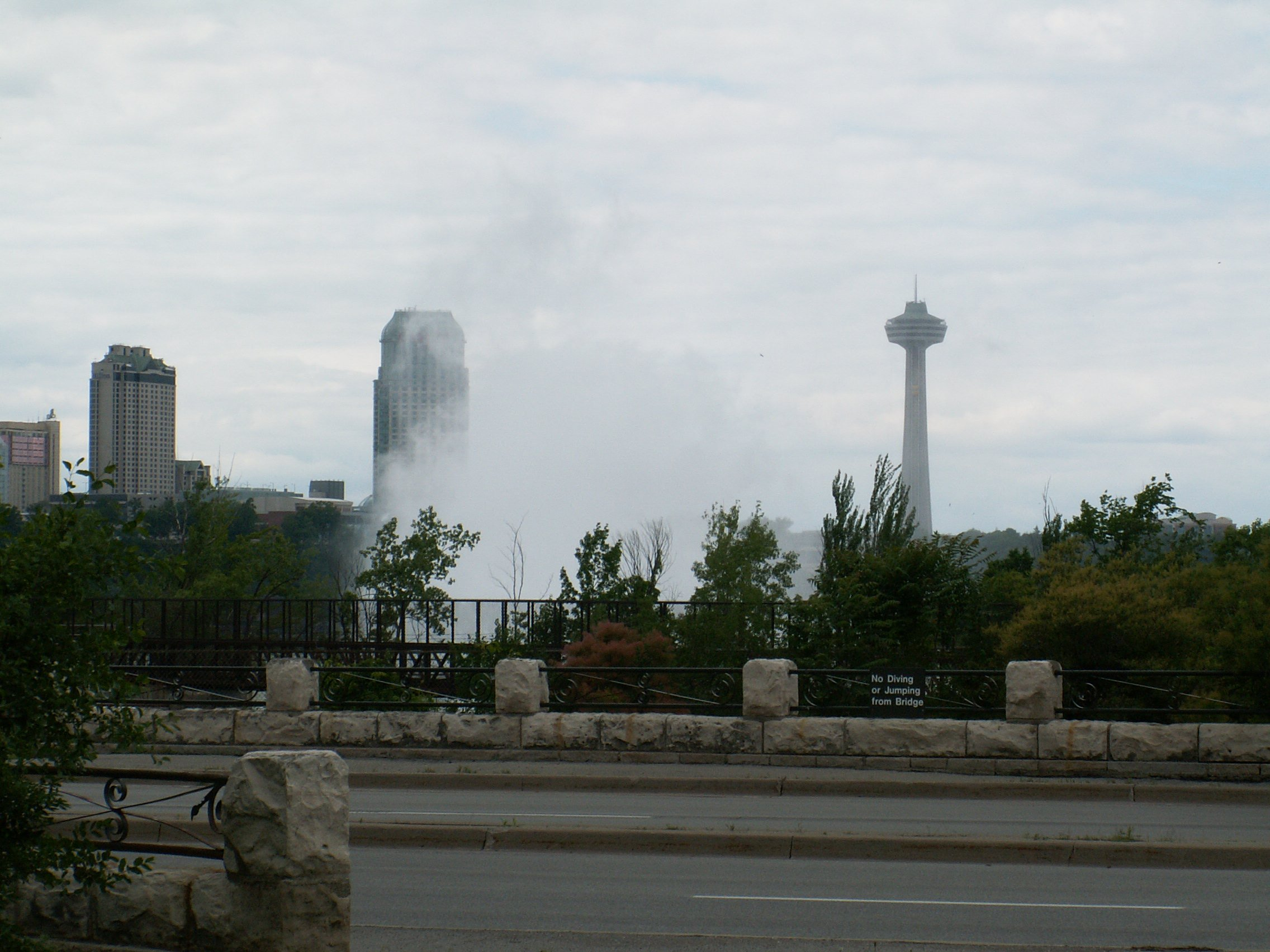
Spumă a căderii de apă canadiene, în spate se vede Skylon Tower
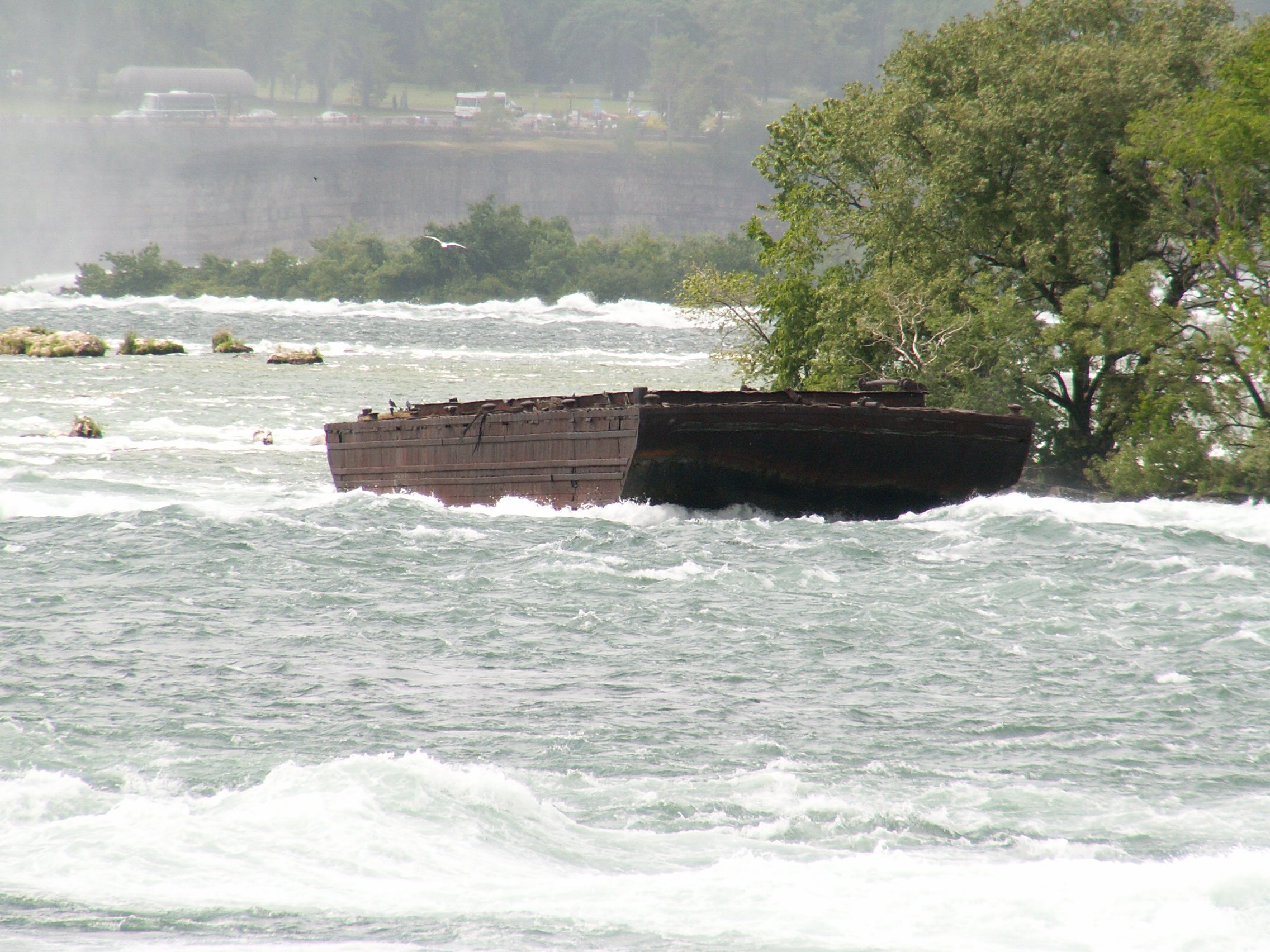
Barkasa eşuată inaintea căderii de apă. Echipajul fiind după o zi salvat 1912
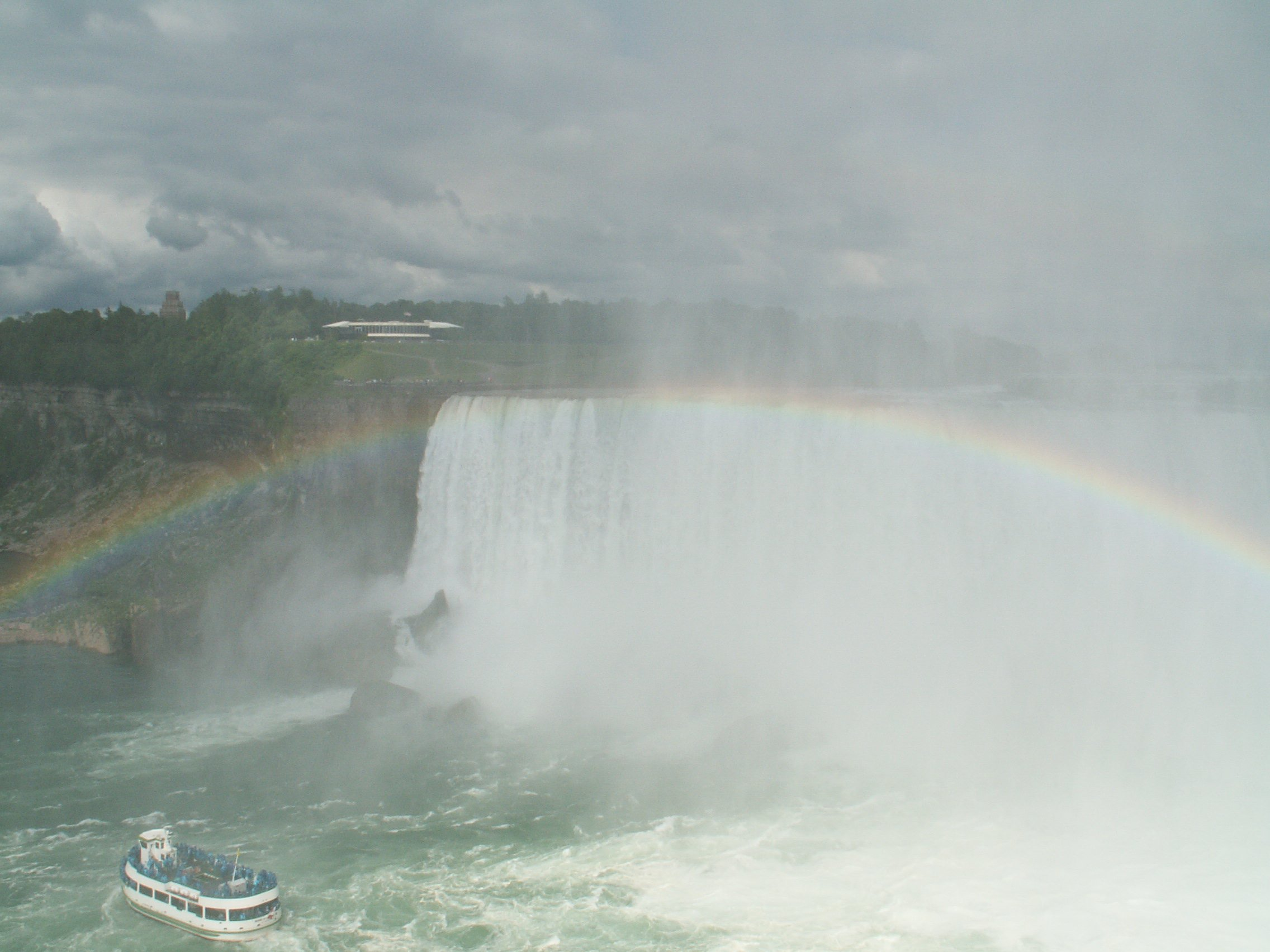
Curcubeu prin stropii de apă ai cascadei canadiene (Numele podului din apropiere Rainbow Bridge care face legătura între SUA şi Canada)
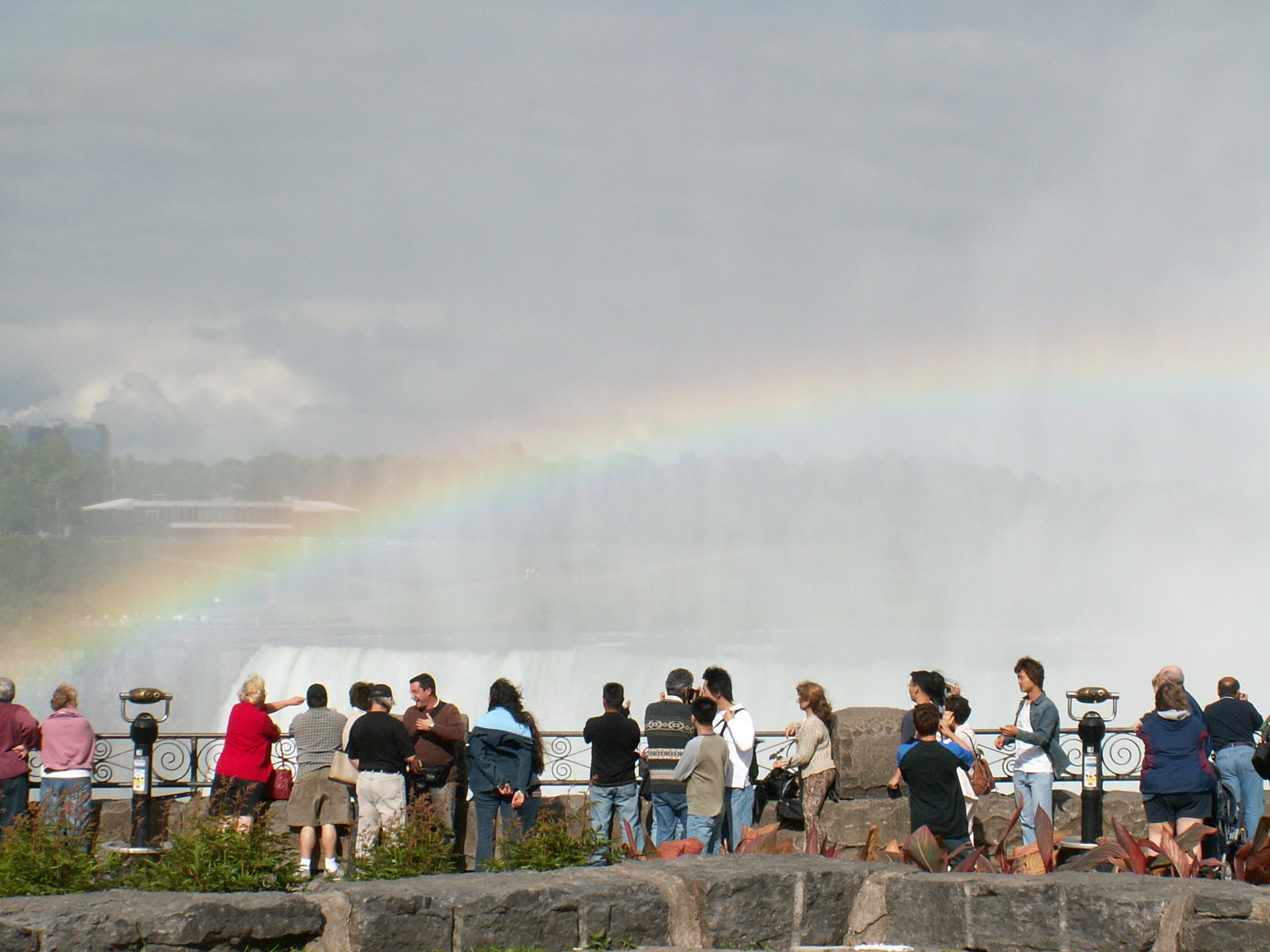
Curcubeu de pe belvederea canadiană
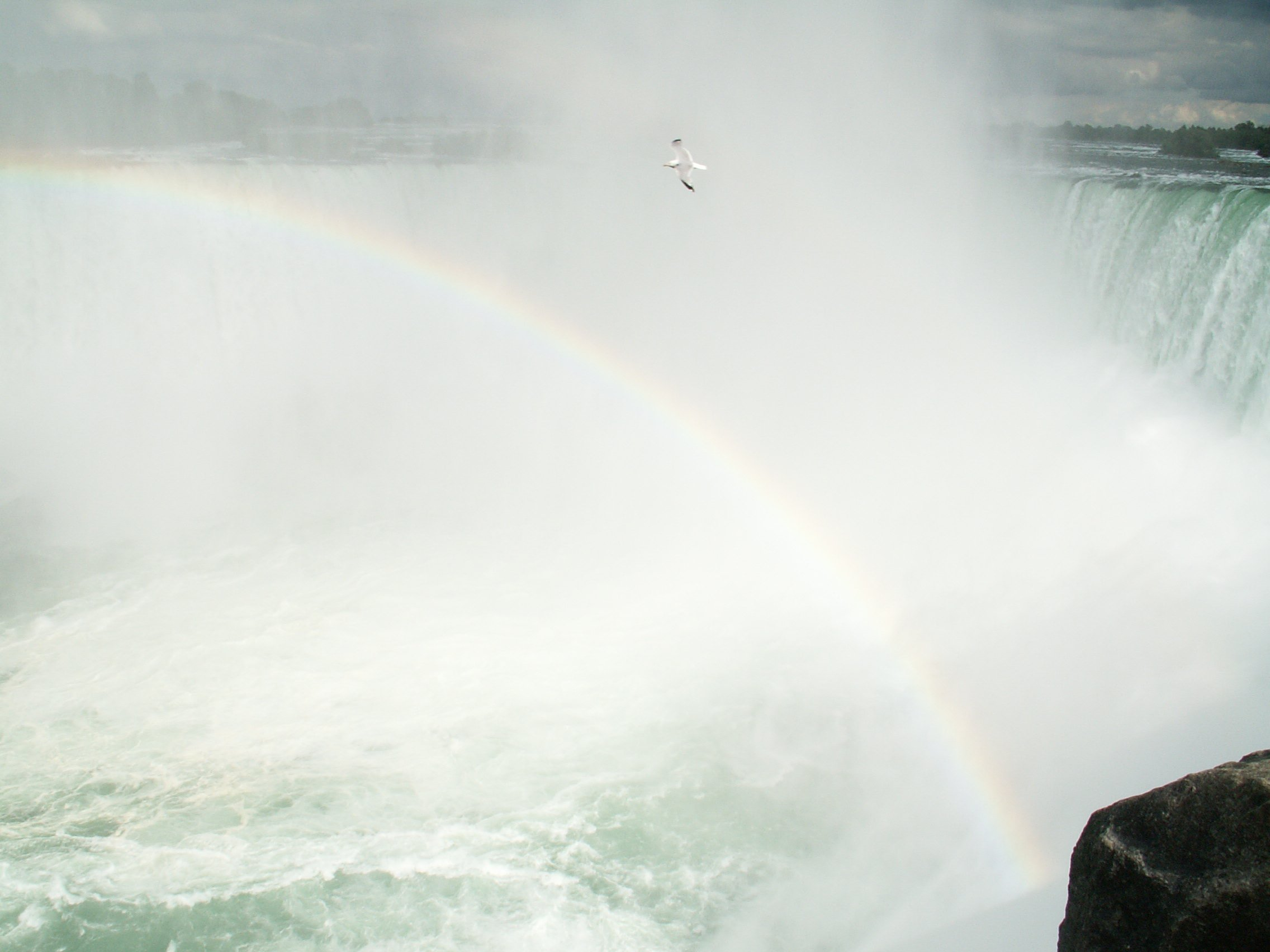
Curcubeu şi pescăruşi - Cascada potcoavă
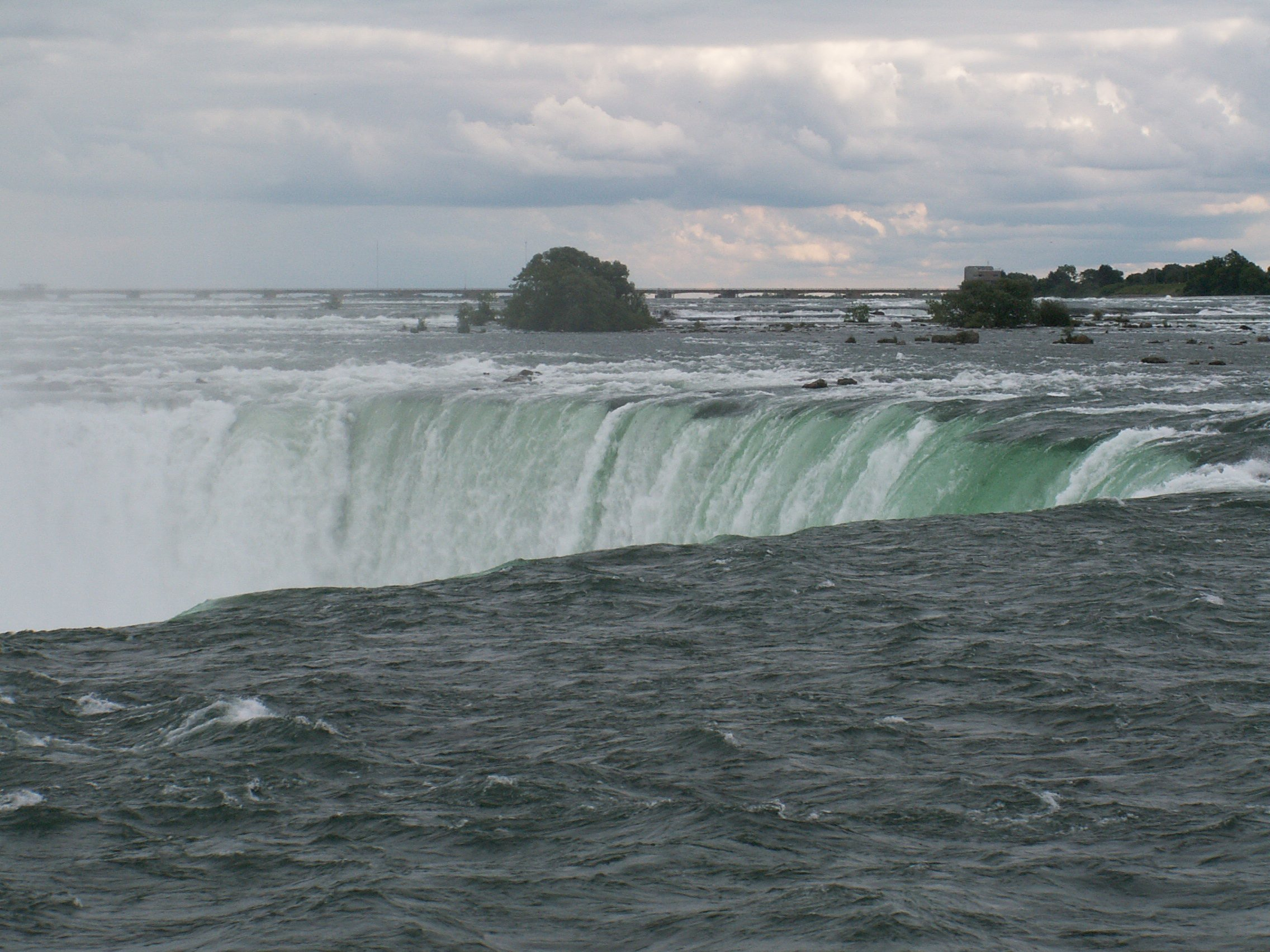
Cascada potcoavă
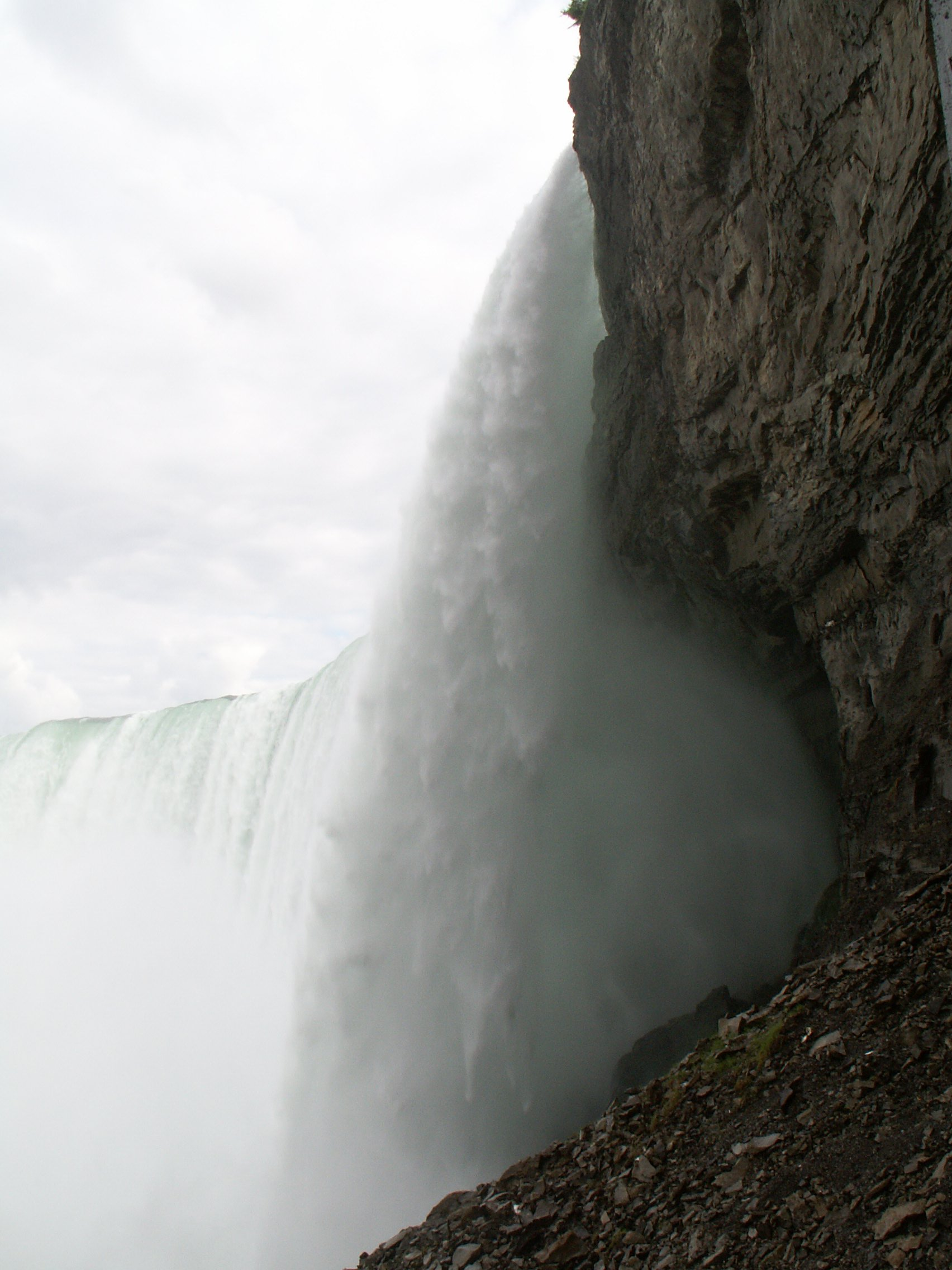
Cascada potcoavă văzută de jos
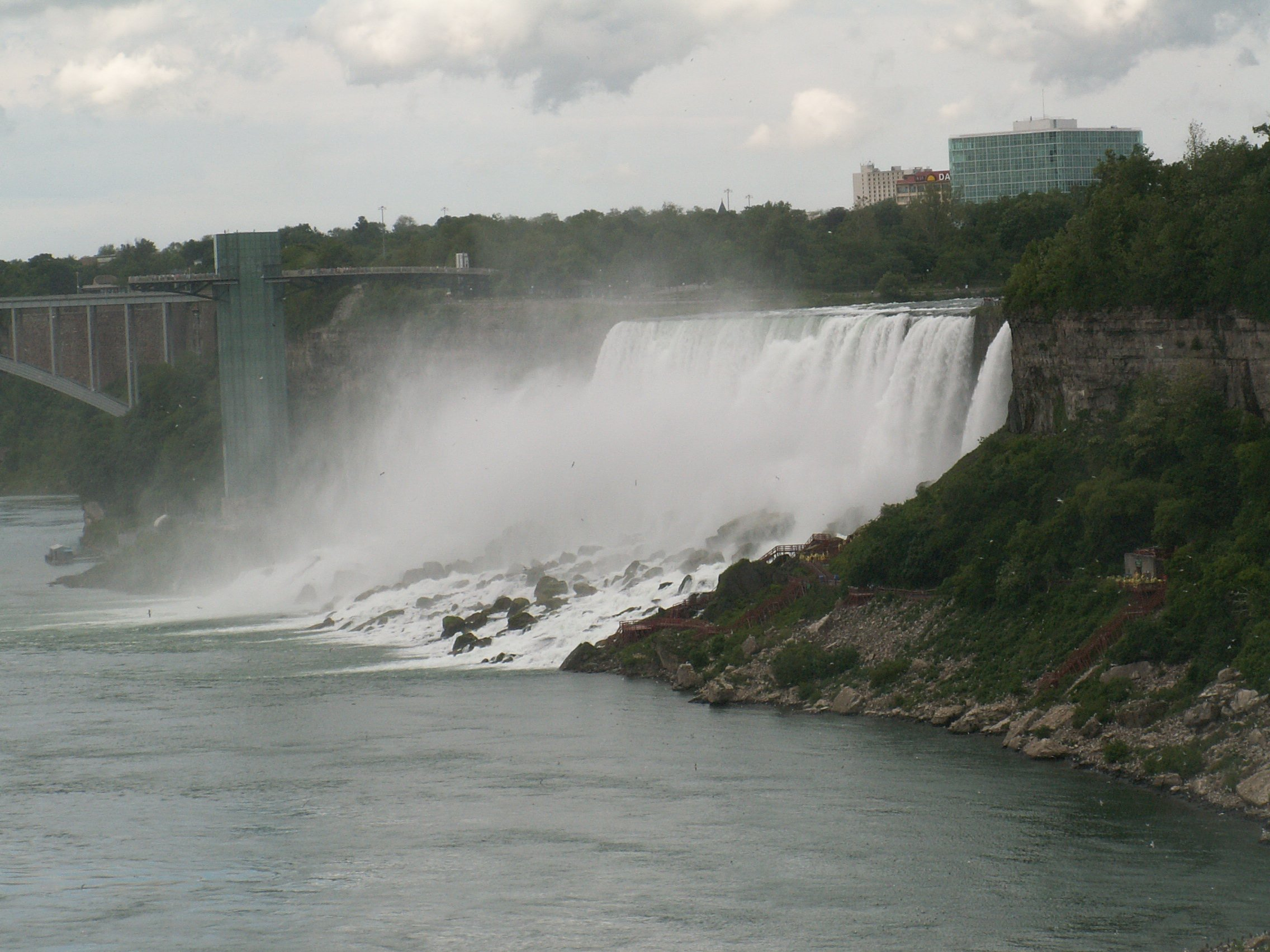
Cascada Niagara partea americană
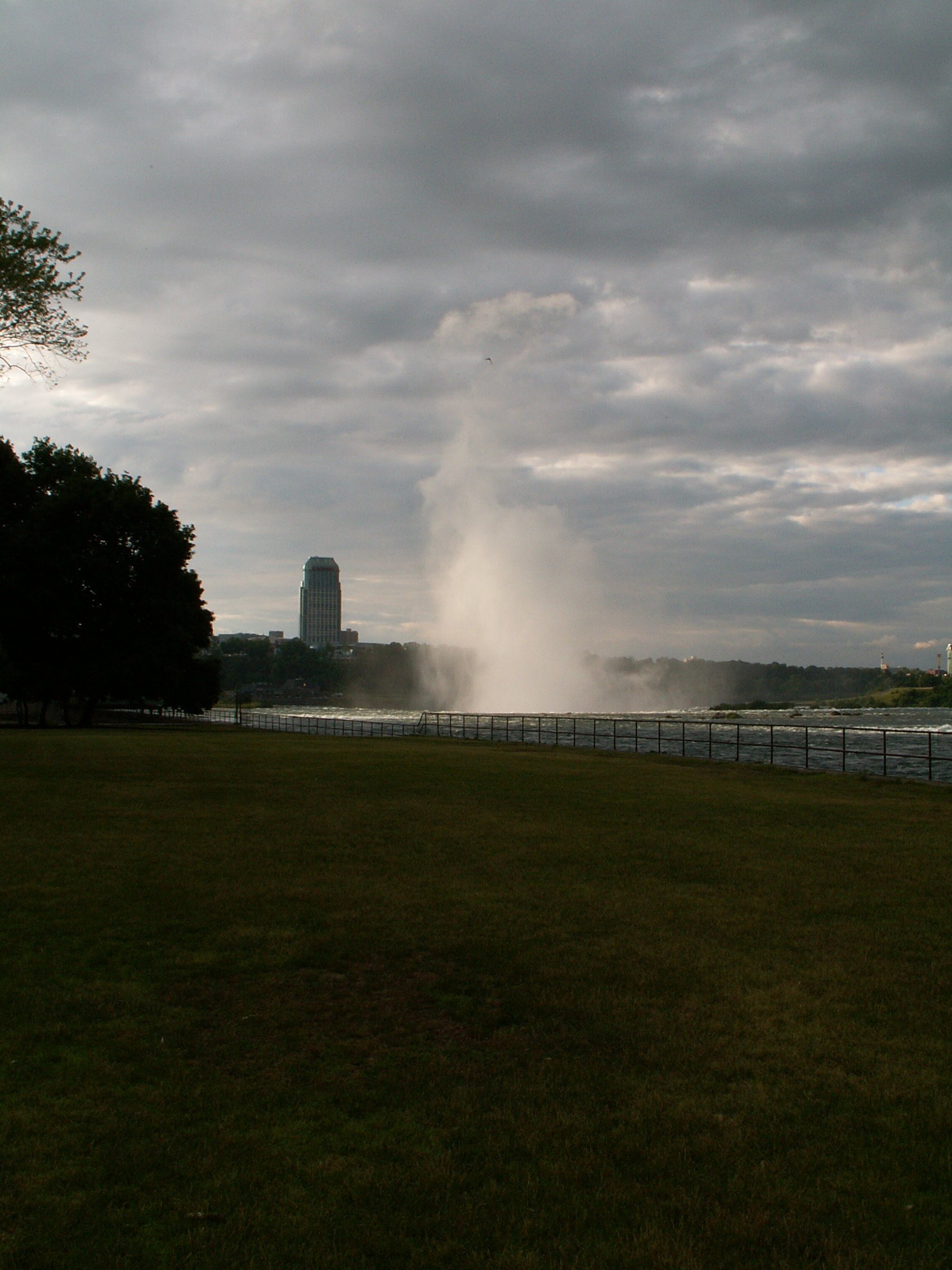
Stropi de apă la un apus de soare
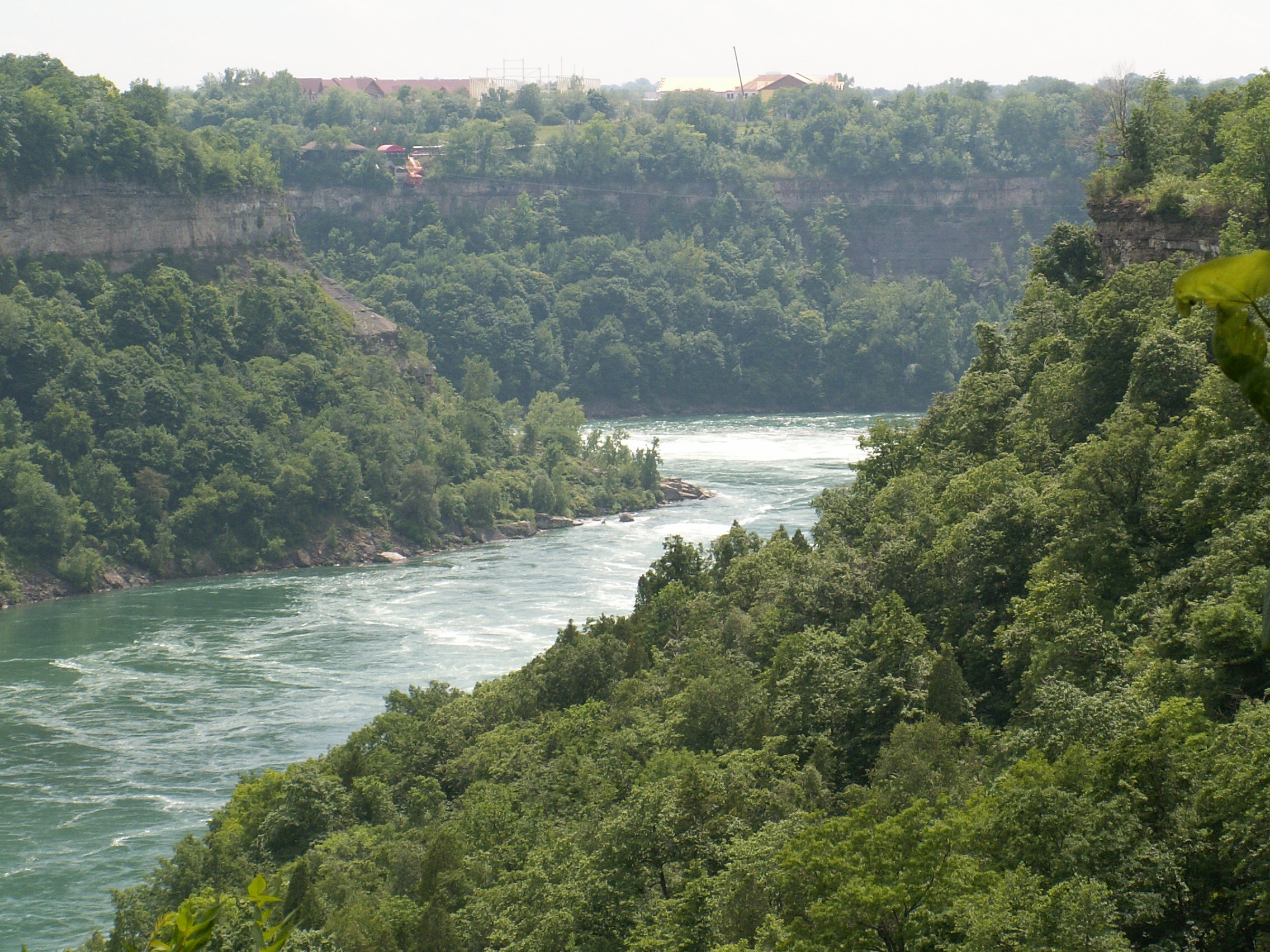
Niagara River cu puţin înainte de "Whirlpool"
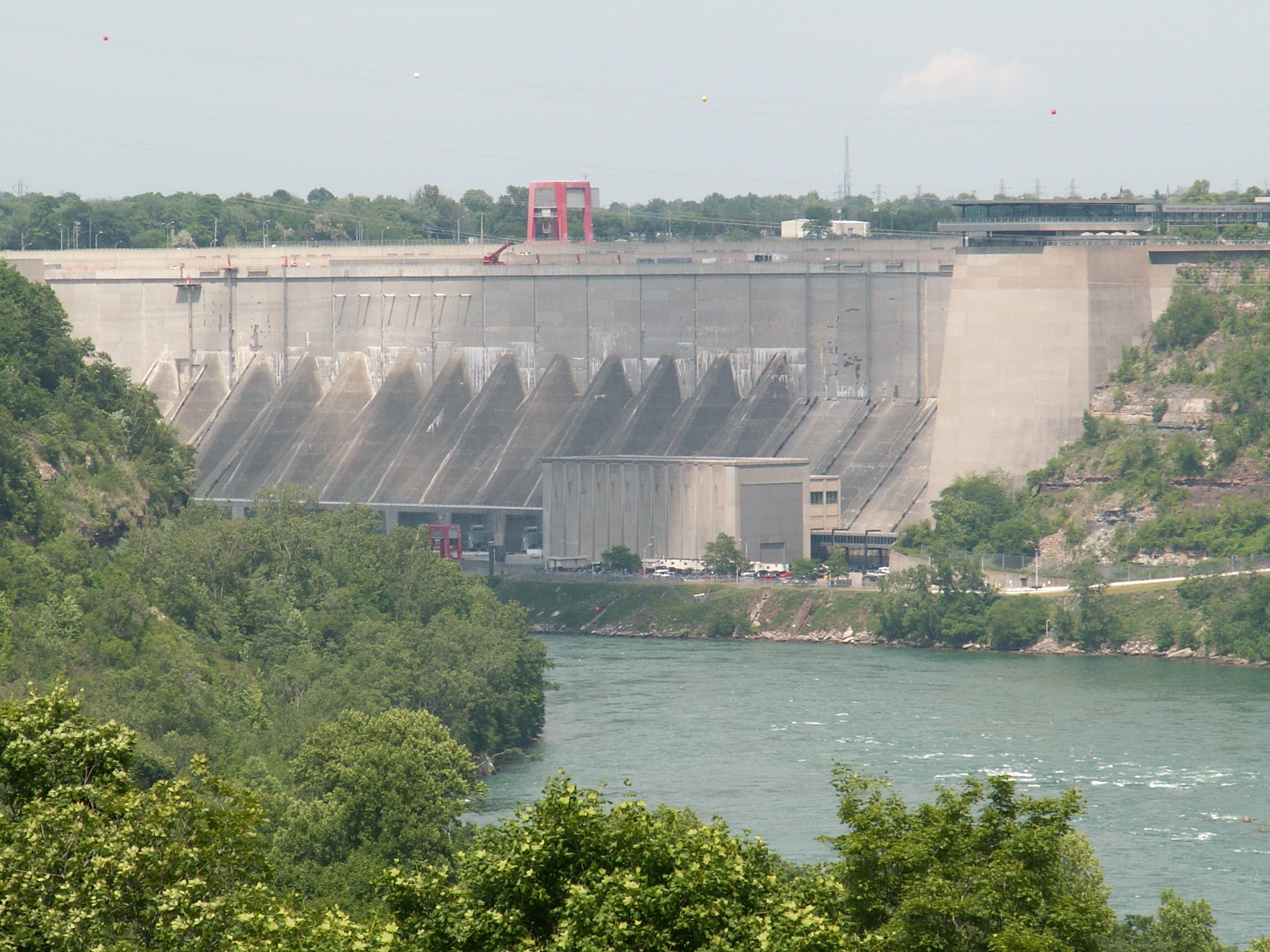
Digul hidrocentralei
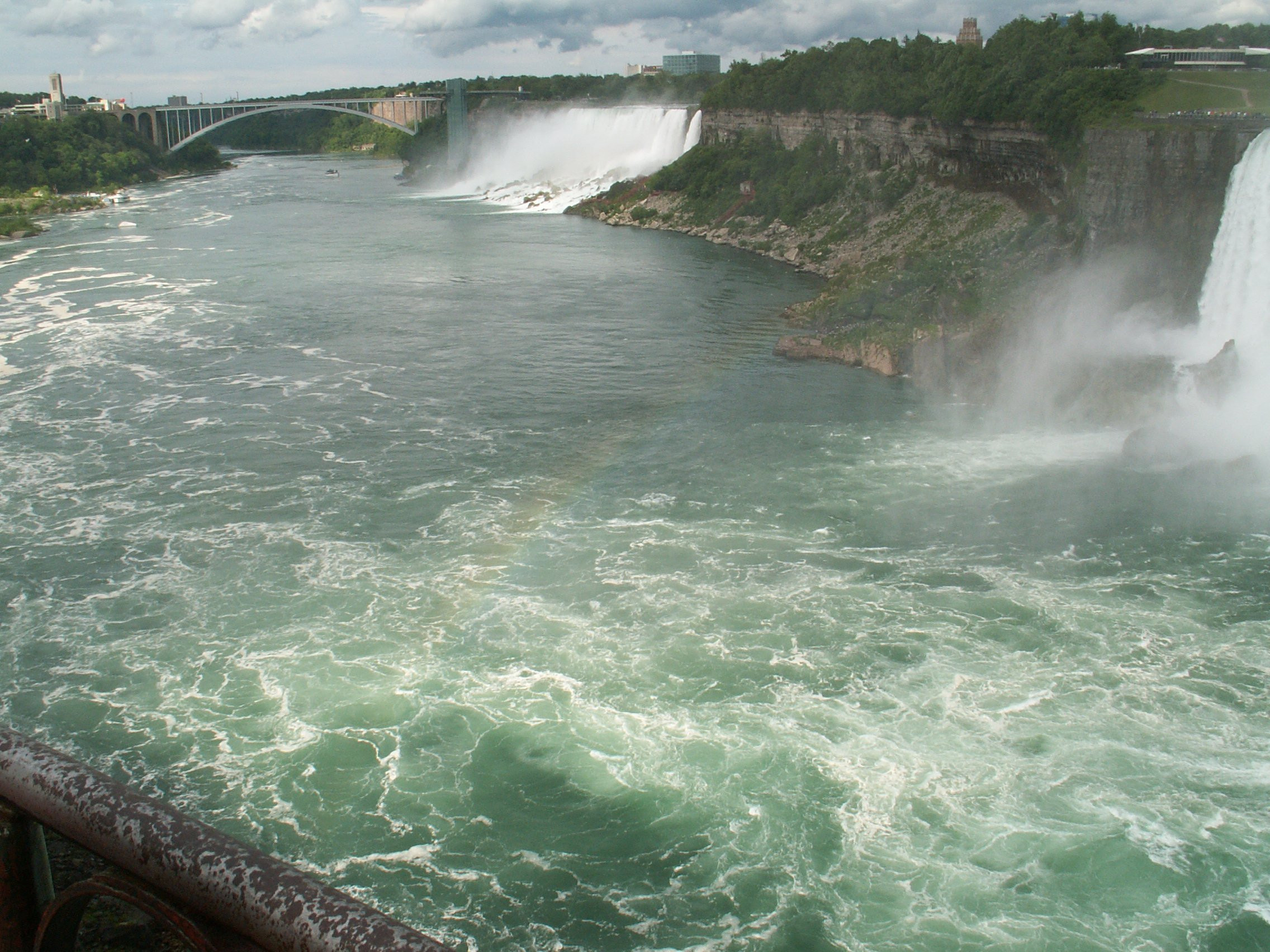
Rainbow Bridge (pod) între SUA şi Canada
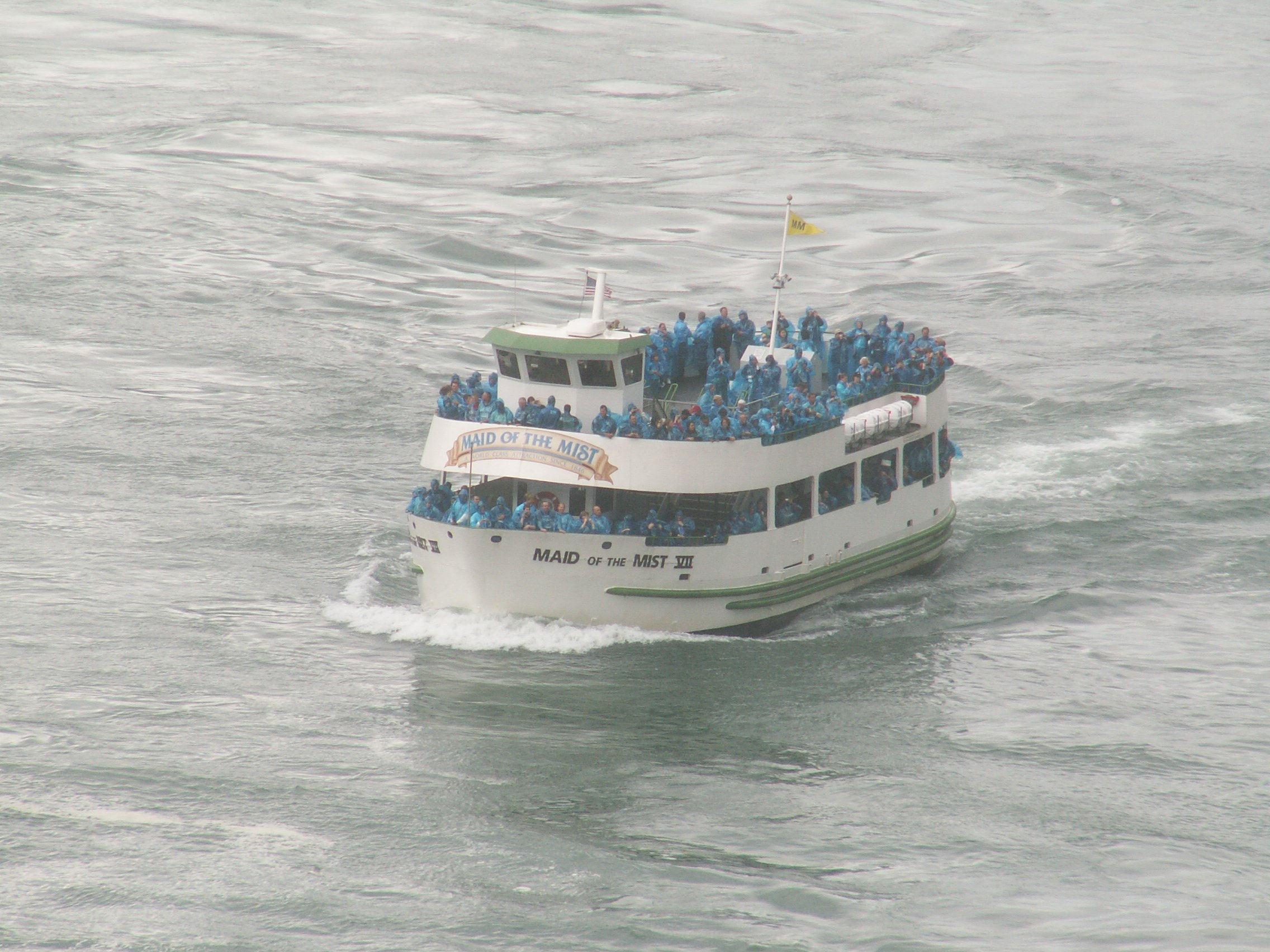
Maid of the Mist - Barcă cu turişti
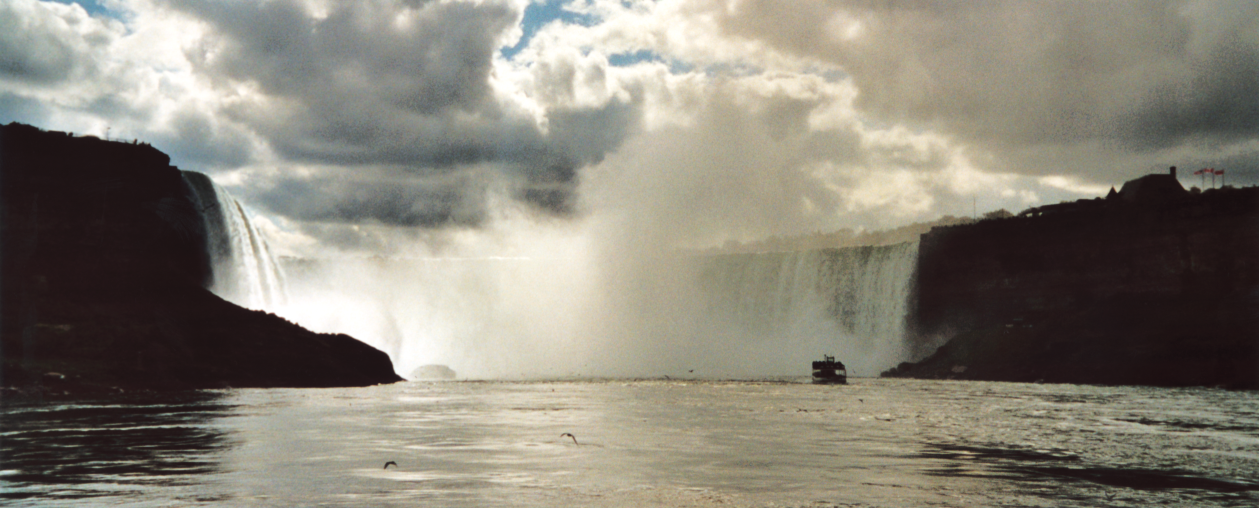
Cascada, vedere din barca Maid of the Mist
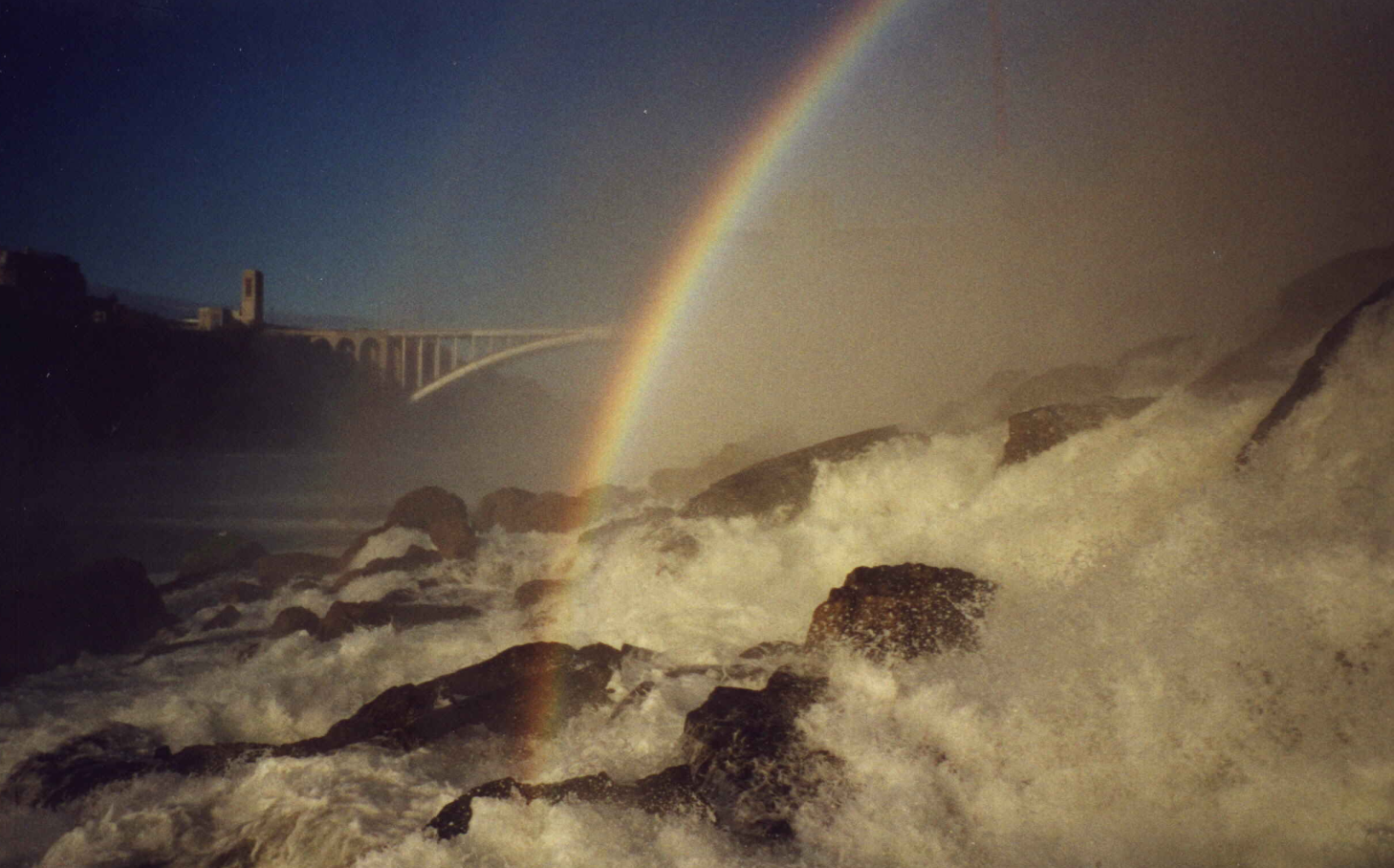
Rainbow Bridge (pod) între SUA şi Canada
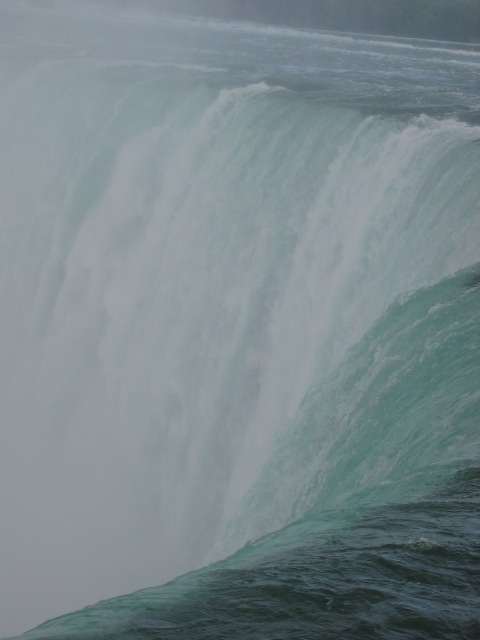
Vedere din apropierea cascadei canadiene